# Decorisepia hedleyi
Decorisepia hedleyi (лат.) (или Sepia hedleyi (лат.)) — вид головоногих из семейства настоящие каракатицы отряда каракатицы. Типовой вид рода Decorisepia. Светлого розовато-коричневого цвета. Эндемик Австралии; обитает у южных берегов.

## Описание
Светлого розовато-коричневого цвета; спинка оранжево-коричневого цвета. Достигают в длину от 8,3 до 10,8 см, самки крупнее самцов. Мантия широкая, овальной формы. Голова широкая и короткая, у́же мантии. Руки равной длины и у самцов, и у самок; защитные мембраны узкие. Присоски рук четырёхрядные. Гектокотиль присутствует на левой брюшной руке. Кость продолговатая; заострённая, острая. Короткий заострённый позвоночник находится параллельно кости, прямой. Сперматофоры длиной 5,8—7,9 мм. Яйца шаровидные, диаметром 2,5—3,1 мм.

## Ареал
Эндемик Австралии. Южная часть Индо-Тихоокеанской области; обитает у южных берегов Австралии, от штата Квинсленда (Большой Барьерный риф) на юг до Западной Австралии, к юго-западу от залива Шарка, включая Тасманию. Донные животные, встречаются на глубине от 47 до 1092 м. Попадается приловом при траловом промысле креветок.